# Grote Prijs voor Schilderkunst van de Stad Oostende
De Grote Prijs voor Schilderkunst van de Stad Oostende (1959-1961) was een kunstprijs.
Het betrof hier de voorloper van de huidige Europaprijs voor Schilderkunst van de Stad Oostende die het jaar erop werd ingesteld. Enkel kunstenaars van de Belgische nationaliteit konden inschrijven voor de wedstrijd. De tentoonstellingen waar de ingeschreven werken werden opgehangen werden gehouden in de zalen van het Casino-Kursaal in Oostende.

## 1959-1960
Het werk van alle deelnemers werd tentoongesteld, opgedeeld in 6 tentoonstellingen die elk een afzonderlijke catalogus kregen:
- 17.10.1959 – 20.11.1959
- 21.11.1959 – 18.12.1959
- 19.12.1959 – 15.01.1960
- 16.01.1960 – 18.02.1960
- 20.02.1960 – 18.03.1960
- 19.03.1960 – 16.04.1960

Deze omslachtige formule werd maar één jaar gehanteerd.
Jury
- Gustaaf Van Geluwe
- Marcel Duchateau
- Léon Koenig
- Léon-Louis Sosset
- Walter Vanbeselare

Geselecteerd in de 1ste tentoonstelling
- Silvin Bronkart
- Pierre Lamby

Geselecteerd in de 2de tentoonstelling Louis Vander Meirsch
- Laurent Janda
- Lea Claessens
- Vic Gentils

Geselecteerd in de 3de tentoonstelling
- Fons De Vogelaere
- Hubert De Volder
- Anne Dubois-Velle
- Alfons Van Meirvenne
- Luc Verstraete

Geselecteerd in de 4de tentoonstelling
- Jos De Maegd
- Henri Grussenmeyer
- Maria Josefa Ide-Pérez

Geselecteerd in de 5de tentoonstelling
- Andy Allemeersch
- Emiel Bergen
- Jan Burssens
- Jean-Jacques De Grave
- Raoul Servais

Geselecteerd in de 6de tentoonstelling
- Antoon Bogaert
- Door Gevaert
- Walter Leblanc
- Eliane Pauwels

Grote Prijs (50.000 BEF):
- Alfons Van Meirvenne met het werk "Waranen".

1ste gouden medaille
- Maria Josefa Ide-Pérez

## 1961
Jury:
- Gustaaf Van Geluwe
- Marcel Duchateau
- Léon Koenig
- Léon-Louis Sosset
- Walter Vanbeselare

Geselecteerde kunstenaars:
- Jan Beekman
- Maurice Boel
- Silvin Bronkart
- Etienne De Backer
- Jozef Demaegd
- Fons Vogelaere
- Charles Drybergh
- Anne Dubois
- Pierre Dulieu
- Norbert Feliers
- Door Gevaert
- Maria-Josefa Ide-Perez
- Walter Leblanc
- Luc Peire
- Georges Semples
- Hendrik Suys
- Lucien Van den Driessche
- Hector Van Mulders
- Luc Verstraete
- Marcel Warrand

Grote Prijs:
- Luc Peire